# Denis Kavanagh
Denis Kavanagh est un scénariste et réalisateur irlandais né le 6 mai 1906 à Carlow (Irlande) et mort le 14 juin 1984 à Moreton-in-Marsh, dans le comté du Gloucestershire (Angleterre)

## Filmographie
- 1938 : Receivers
- 1938 : Criminals Always Blunder
- 1938 : The Kite Mob
- 1938 : Confidence Tricksters
- 1938 : On Top of the Underworld
- 1938 : The Murdered Constable
- 1940 : Spanish Journey
- 1944 : Starlight Serenade
- 1945 : Sportlight on Dogs
- 1946 : Glamour Girl
- 1946 : Hyde Park
- 1946 : Women and Sport
- 1946 : Dover Road
- 1946 : Women in Sport
- 1947 : Plenty Questions
- 1947 : Signed, Sealed and Delivered
- 1948 : Night Comes too Soon
- 1948 : Information Please
- 1949 : Back to Sorrento
- 1955 : Dollars for Sale
- 1956 : They Never Learn
- 1956 : Return to the Desert
- 1956 : Flight from Vienna
- 1957 : Rock You Sinners
- 1957 : Fighting Mad
- 1959 : A Date with Gulienne
- 1959 : Sicilian Memories